# Łaś
Łaś is een plaats in het Poolse district  Makowski, woiwodschap Mazovië. De plaats maakt deel uit van de gemeente Rzewnie en telt 236 (stan na 2005 r.) inwoners.